# Berlin (Illinois)
Berlin es una villa ubicada en el condado de Sangamon en el estado estadounidense de Illinois. En el Censo de 2010 tenía una población de 180 habitantes y una densidad poblacional de 69,57 personas por km².

## Geografía
Berlin se encuentra ubicada en las coordenadas 39°45′28″N 89°54′10″O / 39.75778, -89.90278. Según la Oficina del Censo de los Estados Unidos, Berlin tiene una superficie total de 2.59 km², de la cual 2.59 km² corresponden a tierra firme y (0%) 0 km² es agua.

## Demografía
Según el censo de 2010, había 180 personas residiendo en Berlín. La densidad de población era de 69,57 hab./km². De los 180 habitantes, Berlin estaba compuesto por el 97.78% blancos, el 0% eran afroamericanos, el 0.56% eran amerindios, el 0.56% eran asiáticos, el 0% eran isleños del Pacífico, el 0% eran de otras razas y el 1.11% pertenecían a dos o más razas. Del total de la población el 1.11% eran hispanos o latinos de cualquier raza.